# Liebenburg
Liebenburg er en kommune i Landkreis Goslar, i den tyske delstat Niedersachsen med 7.879 indbyggere (2018-12-31).

## Geografi
Kommunen ligger  nord for  bjergkæden Harzen, i  bakkerne Salzgitter-Höhenzug i landskabet  Innerstebergland. Den grænser til ladkreisens administrationsby Goslar, som ligger omkring 12 km mod syd. Den nærmeste by mod nord er Salzgitter-Bad (del af Salzgitter) og Schladen i Landkreis Wolfenbüttel.

### Inddeling
Kommunen består af følgende byer og landsbyer (indbyggertal pr. 6. maj 2013):
- Dörnten (1325) med bydelen  Kunigunde
- Groß Döhren (935)
- Heißum (320)
- Klein Döhren (441)
- Klein Mahner (373)
- Liebenburg (2377)
- Neuenkirchen (230)
- Ostharingen (256)
- Othfresen (2079)  med bydelene Heimerode og Posthof
- Upen (385)

### Nabokommuner
Nabokommuner er   Goslar, Salzgitter og Wolfenbüttel.